# 6e cérémonie des Central Ohio Film Critics Association Awards
La 6e cérémonie des Central Ohio Film Critics Association Awards, décernés par la Central Ohio Film Critics Association, a eu lieu le 11 janvier 2008, et a récompensé les films réalisés l'année précédente.

## Palmarès

### Top 10 des meilleurs films
1. No Country for Old Men
2. La Vie des autres (Das Leben der Anderen)
3. Juno
4. Once
5. There Will Be Blood
6. Une fiancée pas comme les autres (Lars and the Real Girl)
7. 3 h 10 pour Yuma (3:10 to Yuma)
8. La Famille Savage  (The Savages)
9. Sweeney Todd : Le Diabolique Barbier de Fleet Street (Sweeney Todd: The Demon Barber of Fleet Street)
10. Le Scaphandre et le Papillon

### Meilleur réalisateur
- Joel et Ethan Coen pour No Country for Old Men
  - Paul Thomas Anderson – There Will Be Blood

### Meilleur acteur
- Daniel Day-Lewis pour le rôle de Daniel Plainview  dans There Will Be Blood
  - Ryan Gosling pour le rôle de Lars Lindstrom dans Une fiancée pas comme les autres (Lars and the Real Girl)

### Meilleure actrice
- Elliot Page pour le rôle de Juno MacGuff dans Juno
  - Amy Adams pour le rôle de Giselle dans Il était une fois (Enchanted)

### Meilleur acteur dans un second rôle
- Javier Bardem pour le rôle d'Anton Chigurh dans No Country for Old Men
  - Ben Foster pour le rôle de Charlie Prince dans 3 h 10 pour Yuma  (3:10 to Yuma)

### Meilleure actrice dans un second rôle
- Cate Blanchett pour le rôle de Jude Quinn dans I'm Not There
  - Emily Mortimer pour le rôle de Karin Lindstrom dans Une fiancée pas comme les autres (Lars and the Real Girl)

### Meilleure distribution
- No Country for Old Men
  - 3 h 10 pour Yuma (3:10 to Yuma)

### Acteur de l'année
(pour l'ensemble de son travail en 2008)
- Philip Seymour Hoffman – 7 h 58 ce samedi-là (Before the Devil Knows You're Dead), La Guerre selon Charlie Wilson (Charlie Wilson's War) et La Famille Savage (The Savages)
  - Josh Brolin – American Gangster, Grindhouse, Dans la vallée d'Elah (In the Valley of Elah) et No Country for Old Men

### Artiste le plus prometteur
- Sarah Polley – Loin d'elle (Away from Her) (scénario et réalisation)
  - Elliot Page – Juno  (actrice)

### Meilleur scénario original
- Juno – Diablo Cody
  - La Famille Savage (The Savages) – Tamara Jenkins

### Meilleur scénario adapté
- No Country for Old Men – Joel et Ethan Coen
  - There Will Be Blood – Paul Thomas Anderson

### Meilleure photographie
- L'Orphelinat (El Orfanato) – Óscar Faura
  - No Country for Old Men – Roger Deakins

### Meilleure musique de film
- Once – Glen Hansard et Markéta Irglová
  - Reviens-moi (Atonement) – Dario Marianelli

### Meilleur film en langue étrangère
- La Vie des autres (Das Leben der Anderen) •  Allemagne
  - L'Orphelinat (El Orfanato) •  Espagne

### Meilleur film d'animation
- Ratatouille
  - Paprika (パプリカ)

### Meilleur film documentaire
- The King of Kong (The King of Kong: A Fistful of Quarters)
  - In the Shadow of the Moon
  - No End in Sight

### Meilleur film passé inaperçu
- Air Guitar Nation
  - The Lookout